# 沈阳北软信息职业技术学院
沈阳北软信息职业技术学院，原为沈阳航空航天大学北方软件学院（独立学院），是一所民办专科高校。成立于2001年9月。学院的规模从成立时的50个学生发展到现在的1000多个学生，学制有三年制大专，本科，和两年制专升本。北方软件学院在沈阳航空工业学院北陵校区（老校区）教学，有老校区3号楼，大部分为100人教室，少数150人数室，机房有200台教学用机。2012年教育部批准由独立学院改建为民办普通专科高校。
院长张桂平为第十界与第十一界中华人民共和国全国人大代表、辽宁省沈阳市格微公司总经理、沈阳航空工业学院人机智能研究中心主任。张桂平于2007年被评为全国最富有的教授第八名，资产过亿。